# Racine (Minnesota)
Racine – miasto w Stanach Zjednoczonych, w stanie Minnesota, w hrabstwie Mower.